# Schöder
Schöder är en ort och kommun i  distriktet Murau i förbundslandet Steiermark i Österrike.
Kommunen består av tre orter (Ortschaften) (inom parentes invånarantal 1 januari 2024):
- Baierdorf (265)
- Schöder (408)
- Schöderberg (210)